# Model monety
Model monety – pozytywowy model monety wykonany w gipsie, glinie, plastelinie lub innym tworzywie, na podstawie jej projektu rysunkowego. Zazwyczaj jego średnica jest do kilkudziesięciu razy większa od planowanej średnicy monety. Jest efektem pierwszego etapu procesu przygotowywania stempli przeznaczonych do bicia monet. W kolejnych etapach, przy wykorzystaniu modelu otrzymuje się najpierw odlew negatywowy, a później pozytywowy, na podstawie którego, przy zastosowaniu maszyny redukcyjnej, tworzona jest patryca monety. 
Dla każdej monety przygotowywane są dwa modele, oddzielnie dla jej awersu i dla rewersu.